# Gare de Kōsoku Kōbe
La gare de Kōsoku Kōbe (高速神戸駅, Kōsoku Kōbe-eki) est une gare ferroviaire localisée dans la ville de Kobe, dans la préfecture de Hyōgo au Japon. La gare est exploitée par les compagnies Hankyu et Hanshin, mais appartenant à la compagnie Kobe Rapid Transit. Le numéro de gare est HS 35.

## Situation ferroviaire
Établie en sous-sol, la gare de Kōsoku Kōbe est située au point kilométrique (PK) 1,5 de la ligne Hanshin Kobe Kosoku et au PK 2,2 de la ligne Hankyu Kobe Kosoku. 
La ligne Hanshin Kobe Kosoku est le nom donné à la section de la ligne entre la gare de Motomachi et la gare de Nishidai qui relie la ligne principale Hanshin à la ligne principale Sanyo Electric Railway.
La ligne Hankyu Kobe Kosoku est le nom donné à la section de la ligne entre la gare de Kobe Sannomiya et la gare de Shinkaichi qui relie la ligne Hankyū Kōbe à la ligne Shintetsu Kobe Kosoku

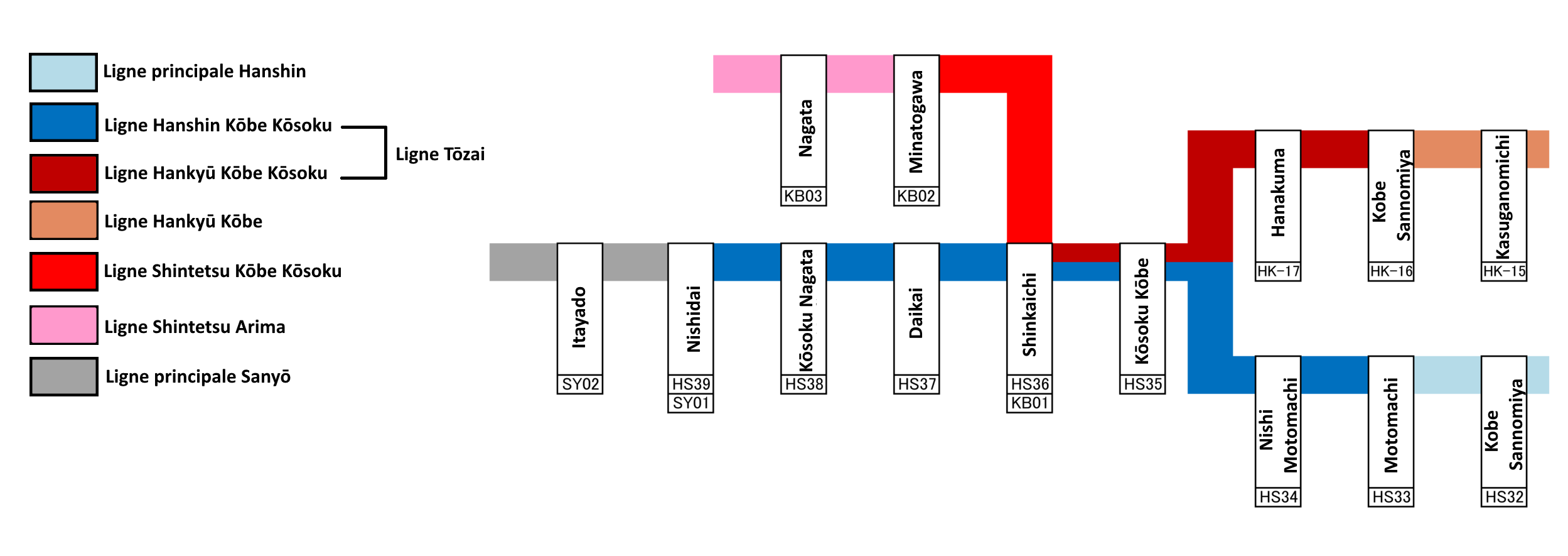
Schéma des lignes Hanshin / Hankyu Kobe Kosoku dans le réseau.

## Histoire
C'est le 7 avril 1968 que la gare est inaugurée sur la ligne de la compagnie Kobe Rapid Transit. Le 17 janvier 1995, la gare est fermée quelques semaines à cause du séisme de 1995 à Kobe.
En 2010, la fréquentation journalière de la gare était de 13 701 personnes

## Service des voyageurs

### Accueil
La gare dispose de guichets et des automates pour l'achat de titres de transport. Elle est ouverte tous les jours.

### Desserte
La gare de Kōsoku Kōbe est une gare disposant de deux quais et de quatre voies. La voie 3 est pour les trains au départ de cette gare ou en provenance de la ligne Hankyu. La voie 4 est pour les trains en provenance de la ligne Hanshin.
| N° de voie | Ligne                     | Direction                                                       |
| ---------- | ------------------------- | --------------------------------------------------------------- |
| 1          | Ligne Hankyu Kobe Kosoku  | Kobe-Sannomiya - Osaka-Umeda                                    |
| 2          | Ligne Hanshin Kobe Kosoku | Kobe-Sannomiya - Amagasaki - Osaka-Umeda, Namba - Kintetsu-Nara |
| 3          | Ligne Hanshin Kobe Kosoku | Shinkaichi - Sanyo Akashi - Sanyo Himeji                        |
| 4          | Ligne Hanshin Kobe Kosoku | Sanyo Akashi - Sanyo Himeji                                     |

Installations et desserte
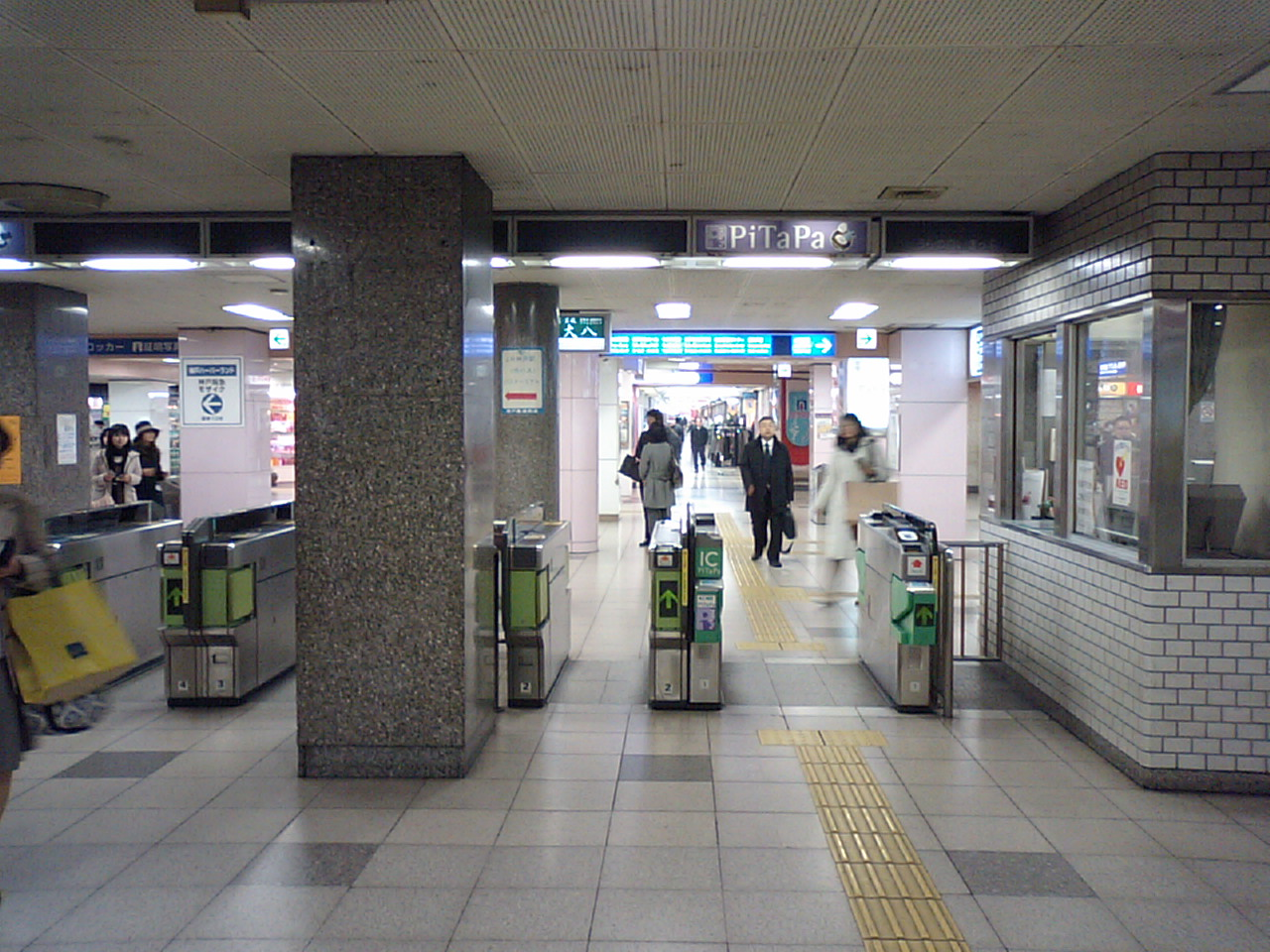
Portillon d’accès principaux pour les quais.
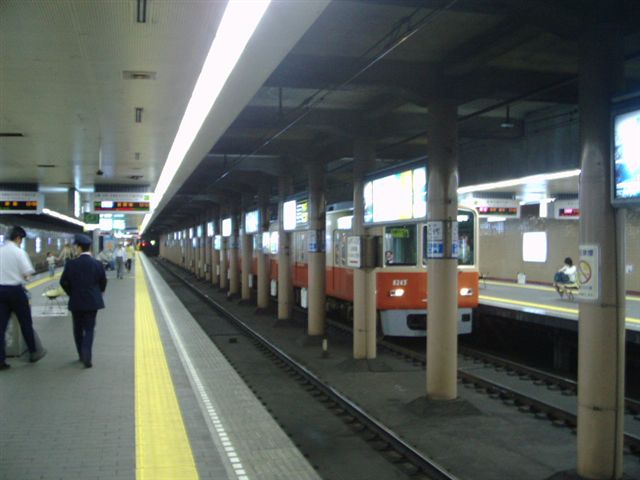
Voies et quais sur la ligne JR Kobe.
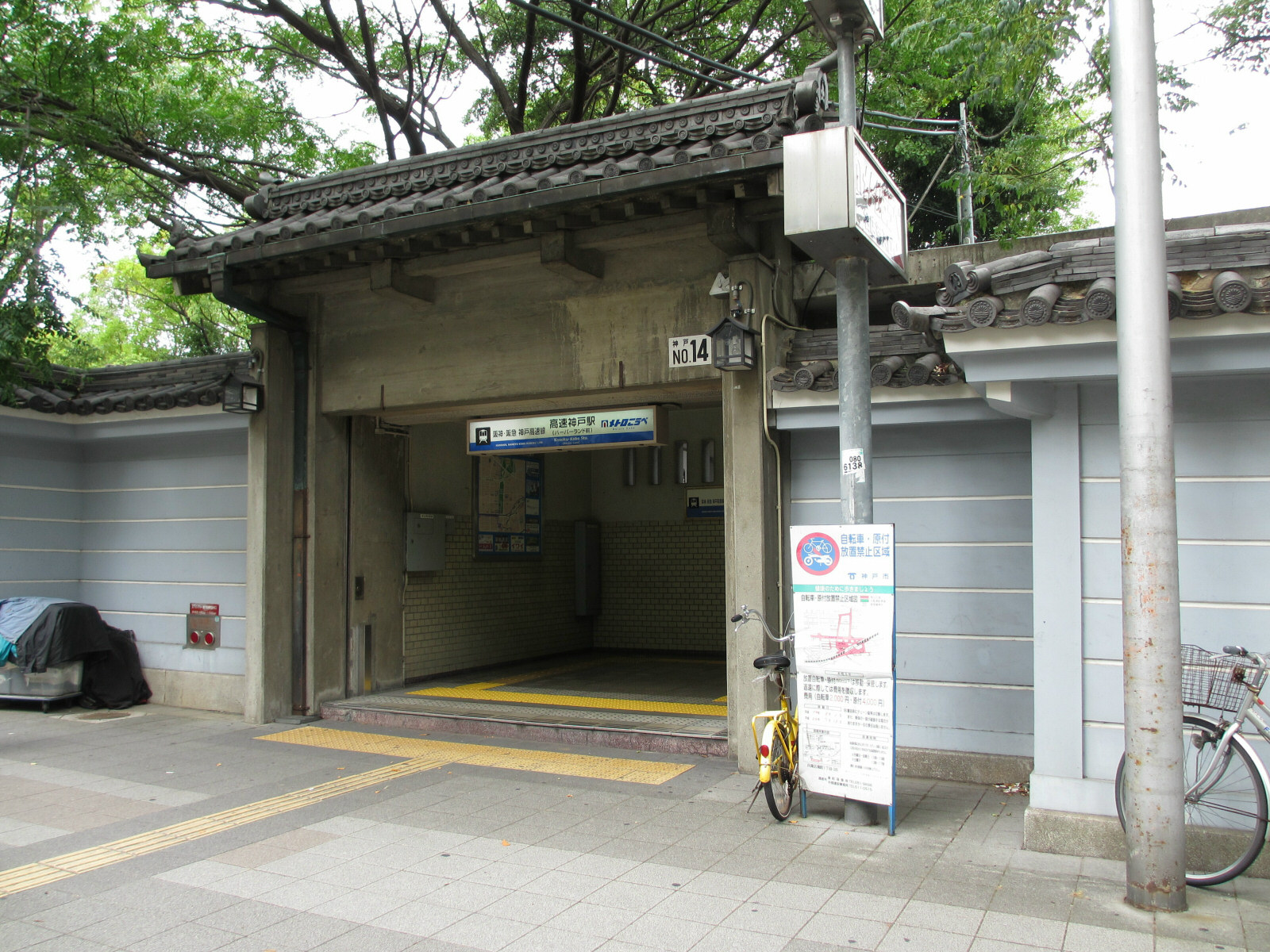
Accès à la station souterraine.

### Intermodalité
La gare permet d'accéder à plusieurs lieux remarquables :
- Le sanctuaire shinto Minatogawa-jinja
- La bibliothèque municipale de Kobe
- Le parc Okurayama
- La zone commerciale Harborland où se trouve notamment la Tour de Kobe

Un arrêt de bus est également disponible près de la gare.
La station Harborland du métro municipal de Kobe sur la ligne Kaigan
La gare de Kobe (JR-A63) de la JR West sur la ligne JR Kobe